# Вулиця Івана Федоровича
Ву́лиця Іва́на Фе́доровича — вулиця у колишньому львівському середмісті, поряд із площею Ринок. Сполучає вулиці Вірменську та Староєврейську та утворює перехрестя з вулицею Руською. Прилучаються вулиця Ставропігійська та площа Музейна.

## Назви
Початково існувало кілька вулиць, кожна зі своєю назвою.
- Домініканська бічна — назва ділянки від вулиці Вірменської, до вулиці Ставропігійської згадується не пізніше 1805 року. Пов'язана із монастирем домініканців, що виходив фасадом на цю вулицю.
- Руська бічна — ділянка від вулиці Ставропігійської до Руської. Згадується не пізніше 1795 року.
- Жидівська — ділянка від вулиці Руської до Староєврейської. Названа не пізніше 1387 року, оскільки проходила через єврейський квартал.

У 1871 році усі вулиці об'єднані під єдиною назвою — Бляхарська. Нинішня назва вулиця Федорова походить з 1949 року і названа на честь першодрукаря Івана Федорова. Перейменування вулиці відбулося з нагоди 375-ліття українського книгодрукування.
1 лютого 2024 року робоча група щодо деколонізації і перейменування вулиць Львова вирішила змінити назви трьох міських вулиць, зокрема й вулицю Івана Федорова, яку планують перейменувати на вулицю Івана Федоровича. Цю та інші пропозиції внесли на затвердження депутатів на сесії Львівської міськради. 8 лютого 2024 року депутати Львівської міської ради ухвалили рішення про перейменування вулиці Івана Федорова на вулицю Івана Федоровича.

## Забудова
В архітектурному ансамблі вулиці Івана Федоровича переважають віденська сецесія, бароко та класицизм. Більшість будинків внесено до Реєстру пам'яток архітектури національного та місцевого значення.

### З непарного боку вулиці
№ 1 — будинок споруджений наприкінці XVIII століття за проєктом Фридерика Пахмана. 1931 року архітектор Тадеуш Солецький виконав реконструкцію за власним проектом під наглядом Вавжинця Дайчака. У 1940-х—1950-х роках тут працювала артіль «8 Березня» львівського облтекстильшвейшкірпромсоюзу.
№ 9 — колишня кам'яниця Ставропігійського інституту. Постала у XVII столітті, ґрунтовно перебудована на початку XX століття за проєктом архітекторів Івана Левинського та Якова Рудницького. Над вхідним порталом будинку міститься герб, виконаний Антонієм Попелем. Тут, у друкарні інституту, 1848 року вийшла друком перша українська газета «Зоря Галицька». Тут досі працює найстаріше в Україні діюче поліграфічне підприємство. У 1940-х—1950-х роках тут містилося ремісниче училище № 2. Тепер це навчальна друкарня поліграфічного училища. На фасаді будинку вміщена меморіальна таблиця на честь Івана Федорова.
№ 11 — неіснуючий нині будинок Фелікса Вороновського, котрий пізніше належав Ставропігійському інституту. Був оздоблений рельєфами міфологічної тематики, виготовленими ймовірно Антоном Шімзером близько 1826—1828 років. Будинок розібрано 1887 року. На його місці на початку XX століття споруджений триповерховий житловий будинок.
№ 13 — в будинку, після переїзду з Калуша до Львова, у 1876—1888 роках містилося русофільське товариство імені Михайла Качковського. 1888 року товариство переїхало в будинок на вул. Валовій, 14. В будинку мешкав український історик та громадський діяч Ізидор Шараневич.
№ 23 — давня кам'яниця Лейзерівська, пізніше Підвоєводинського уряду, була збудована у XVII столітті у ренесансному стилі. Ззовні вона не мала жодних стилістичних оздоблень, опріч кам'яних віконних та дверних обрамувань. У XVIII столітті за «правом кадука» вона перейшла на урядування до юдеїв. У цьому будинку підвоєводи чинили суди над юдеями. У другій половині XVIII століття австрійський уряд продав кам'яницю Лейзеру Боруховичу, ім'я якого й дало назву кам'яниці.
На початку XX століття будівельну парцелю під конскрипційний № 206 придбав відомий львівський архітектор Фердинанд Касслер. 1912 року ця кам'яниця розібрана та її новий власник виготовив проєкт на нову чиншову кам'яницю у модерну. До затвердженого проєкту був доданий припис магістратського будівельного уряду про врахування регуляційної червоної лінії, яка була відсунута вглиб. Того ж року спорудження будинку було завершене. Кам'яниця була зруйнована під час другої світової війни. 
Зображення кам'яниці Лейзерівської збереглося на малюнку «Східний бік вулиці Бляхарської (Жидівської)», виконаному художником Францом Ковалишиним у 1904 році. У радянський час вільна парцела використовувалася як господарське подвір'я з тимчасовими спорудами ЖЕКу. Нині це вільна ділянка, на якій планують збудувати готельний комплекс.
У жовтні 2007 року на аукціоні право на 49 річну оренду земельних ділянок на вул. Івана Федорова, 28 та 23 придбала компанія «Українські інвестиційні системи» з метою будівництва готелю. Але жодних будівельних робіт до 2019 року на ділянці не проводилося.
№ 25 — давня кам'яниця Кривесівська збудована у XVI столітті Костем Русином, яку він заповів своєму зятю грекові Ахеллему. 7 січня 1601 року кам'яницю придбав Арон Рубинович і відтоді вона перебувала у власності юдеїв. Була частково пошкоджена під час штурму Львова військами шведського короля Карла XII у вересні 1704 року, згодом відбудована її тогочасним власником, відомим кагальним бурмістром Зельманом Пінкасовичем. За ліктьовим податком 1767 року кам'яниця мала назву Кривесівська. На початку XX століття будівля була   напівзруйнована, брудна та занедбана.
1912 року чільний будинок, власником якого був Ісак Панцер, розібрали з метою будівництва нового. Однак, з невідомих причин його не збудували. В тилу ділянки стояла офіцина, до якої у 1912 році перенесли шхиту (різня) з розібраної кагальної кам'яниці на Бляхарській, 27 (нинішня вулиця Івана Федоровича). Шхита розташовувався на партері, над ним було надбудоване приміщення сторожа. Офіцина із різнею, як власність Панцера, простояла до 1932 року. Тоді ж її розібрали через аварійний стан, згідно з вимогою магістрату від 1930 року. Вільна парцела, на якій стояла кам'яниця Кривесівська, перебувала у власності Ісака Панцера та юдейської громади (шпиталю) до 1939 року. Того ж року перестала функціонувати різня. У радянський час вільна парцела використовувалася як господарське подвір'я з тимчасовими спорудами ЖЕКу. Зображення кам'яниці Кривесівської збереглося на малюнку «Східний бік вулиці Бляхарської (Жидівської)», виконаному художником Францом Ковалишиним у 1904 році.
№ 27 — давніша кагальна кам'яниця, що розташовувалася на цьому місці була збудована ще у XVI столітті одним з найвідоміших, на той час, львівським будівничим Павлом Щасливим і належала Ісаку Нахмановичу. Як зазначив історик Маєр Балабан, тодішня кам'яниця № 27 мала великі вікна з сеґментним завершенням, над брамою була поміщена таблиця з гебрейським написом. У кагальному будинку відбувалися наради, містилася канцелярія сеньйорів і лавників, приміщення рабина, синдика (помічника рабина), рахмістрів (рахівників) і шпитальних служок, а також розташовувалася ритуальна шхита.
У 1912 році давню кагальну кам'яницю розібрали з метою зведення нової чиншової кам'яниці, шхиту перенесли в офіцину кагальної кам'яниці на вул. Арсенальській, 7. Новий будинок був збудований у 1913 році за проєктом архітектора Леопольда Райсса. Того ж року на піддашші була влаштована пральня. До 1939 року будинок належав юдейському шпиталю.
Від радянських часів й донині, будинок виконує функцію житлового. Наприкінці 1990-х років у приміщенні партеру ліворуч від брами-проходу містилася кав'ярня «Арт-бар», у приміщенні праворуч від 2008 року діє Представництво Американського об'єднання комітетів для євреїв колишнього Радянського Союзу, очолюване Мейлахом Шейхетом, у брамі-проході до синагоги влаштовано молитовну залу. 2008 року в подвір'ї кагальної кам'яниці, перед синагогою були проведені часткові археологічні дослідження під керівництвом Юрія Лукомського. Віднайдені артефакти, що розкривають етапи формування цієї частини Єврейського кварталу давнього Львова.
№ 29 — на думку історика Маєра Балабана на цьому місці від XIV століття стояла дерев'яна синагога. 1904 року під час будівництва нинішньої кам'яниці Соколівської було виявлено декілька пишно різьблених дерев'яних балок, на одній з яких зазначений рік будівництва — 1320 рік. Ймовірно ця ж синагога згадується у привілеї Казимира III від 1367 року. У 1407 році зафіксовано видатки на ремонт і дрова, що свідчить про існування опалюваного приміщення (бет мідраша). Після пожежі було споруджено нову, вже муровану на новому місці. Нинішня кам'яниця збудована у 1904 році за проєктом архітектора Артура Шлеєна.

### З парного боку вулиці
№ 2 — Кам'яниця Грегоровичівська. Будинок на розі із вулицею Вірменською, 32. Розмір і обриси ділянки не змінились з часу закладення Вірменської вулиці, у XIV столітті. Відкриті під час реконструкції першого поверху елементи готичної цегляної кладки дають підставу вважати, що первинна мурована споруда з'явилась не пізніше XVI століття. Початково кам'яниця мала назву «Богданівська». На зламі XVI—XVII століть придбана вірменським купцем Петром Грегоровичем, що породило нинішню назву. Ґрунтовно перебудована наприкінці XVIII століття. У 1875 році добудовано третій поверх за проєктом будівничого Міхаеля Ґерля, гонтове покриття замінено на черепицю. Незначні перебудови відбувалися у радянський час. 2005 року розпочато переобладнання першого поверху під кнайпу.
№ 8 — початково на цій ділянці стояли дві кам'яниці XVI століття. Одна мала назву «Лискевичівська» або «Криве коло», друга — «Юстковичівська». Обидва будинки об'єднані і перебудовані у стилі ампір у другій половині XVIII століття. Тоді ж добудовано четвертий ярус. На початку XIX століття кам'яниця змінила декількох власників. У середині XIX століття її власником був відомий львівський міщанин Казимир Дендор. У 1861—1884 роках кам'яниця перебувала у власності Юліана Папара та його нащадків. За цей період проведені роботи з відновлення комину та стелі третього ярусу, замінено ґонтову покрівлю даху на нову бляшану покрівлю. 1889 року ремонтні будівельні роботи проводив новий власник Францішек Мозер.
1910 року кам'яницю придбав артист Львівського театру Юзеф Хмєлінський. Того ж року відбулася ґрунтовна реконструкція приміщень першого поверху із метою переобладнання їх під філію цісарсько-королівської пошти за проєктом архітектора Людвіка Вельтце. Під час проведення ремонтних робіт виявили чимало елементів мистецької декорації з XVII століття, зокрема, зокрема фрески з релігійними сюжетами — Богородиця Воплочення — виконані наприкінці XVII століття, ймовірно львівським маляром Олександром Ляницьким.
1931 року власник Авраам Грубер збудував флігель, а 1934 року частину приміщень другого поверху перебудували на два помешкання з лазничками. У 1960-х роках Львівські міжобласні реставраційні майстерні провели ремонт фасадів будинку.
2005 року проведено реставраційно-адаптаційні роботи в приміщеннях першого поверху за проєктом архітектора Юрія Дубика з метою їх переобладнання під ресторан. Під час робіт виявлено ще ряд найдавніших елементів, зокрема фрагмент готичної арки у північній стіні. В будинку працює арт-галерея мадам Пельмгрен.
№ 12 — чотириповерховий житловий будинок, колишня чиншова кам'яниця, збудований 1906 року в стилі історизму з елементами сецесії на фундаментах та пивницях ренесансної кам'яниці Краузівської за проєктом архітектора Августа Богохвальського. Будівництвом керував архітектор Міхал Фехтер. Чотириповерхові офіцини в подвір'ї збудовані одночасно з чільним будинком і за тим самим проєктом. 1907 року в будинку розмістилося Товариство польської рукодільної молоді імені Яна Кілінського. Після першої світової війни будинок став власністю адвоката Філіпа Евіна. На його замовлення у 1930 році проведено реставрацію фасаду кам'яниці під наглядом архітектора Олександра Пежанського. В приміщеннях партеру кам'яниці у міжвоєнний період працював палітурний цех (переплетня) Павла Бабяка (давніше І. Чернецького), а нині — кондитерська «Чарівний ліхтар».
№ 14 — житловий триповерховий будинок, збудований 1785 року як флігель будинку № 8 на пл. Ринок. Архітектор Клеменс Ксаверій Фесінґер. Будинок цегляний, витягнутий в плані. Фасад розчленований рустованими лопатками, прикрашений ліпними гірляндами над вікнами другого поверху, увінчаний аттиком. У міжвоєнний період тут працювала слюсарня майстерня Семена Козака.
№ 16 — житловий будинок, збудований у другій половині XVIII століття, як флігель палацу латинських архієпископів, що на площі Ринок, 9.
№ 20 — триповерховий будинок розташований на розі із вулицею Руською (інша адреса — вулиця Руська, 14), збудований на місці давнішої двоярусної кам'яниці, що у податкових реєстрах XVI—XVIII століть згадується під назвою «Жидівська наріжна». Зберігся контракт на перебудову від 23 липня 1775 року, між Елем Абльовичем і Йосею Суходольським з одного боку та майстрами мулярськими Яковом Петровським і Мертином Левандовським — з іншого. При цьому будинку знаходилась брама, що замикала єврейський квартал. Нині в підвальному приміщенні будинку міститься кав'ярня «Золотий дукат».
№ 28 — давня кам'яниця Рабинівська, споруджена Миколаєм та Станіславом Жолкевськими ще у XVI столітті, яку вже 1590 року Жолкевські продали Ізраелю Юзефовичу. Новий власник адаптував її під єшиву — школу талмуду вищого рангу. Ректором школи став зять нового власника ребе Йозуе Фальк бен Александер Коген, відомий тогочасний вчений і маршалок юдейського сейму в Любліні 1607 року. Ця давня кам'яниця мала два поверхи, у XVIII столітті був надбудований ще й третій поверх. Власники кам'яниці часто змінювалися. Так, середині XVIII століття вона належала ордену Кармелітів черевичкових великого конвенту, а 1788 року її відкупив кагальний бурмістр Зюсман Лейба Балабан. 1837 року будівля зазнала значних ушкоджень від пожежі. Під час відновлення кам'яниці у 1840—1850-х роках, був надбудований четвертий поверх. 1864 року на замовлення одного з власників будинку Абрама Бранда за проєктом Юзефа Енґеля були проведені роботи із заміни сходів. У внутрішньому подвір'ї будинку збудували дерев'яну шопу.
1908 року власник кам'яниці Хаїм Розенштрайх за проєктом інженера-будівельника Леона Ґрафа провів санацію забудови, в подвір'ї влаштував бетонне мощення, збудував партерову сторожку в глибині подвір'я та нові туалети при торцевій стіні, які з'єднувалися зі сходовою кліткою балконами-галереями. 1935 року співвласники кам'яниці Вікторія Ґотфрід та Пеппі Вайс, на вимогу магістратського уряду, відремонтували чільний фасад будинку. Остання реконструкція кам'яниці була проведена по війні у 1949 році, яка полягала у переплануванні приміщень з влаштуванням перегородок між ними. Відтоді будинок виконував лише житлову функцію.
1989 року група архітекторів українського регіонального спеціалізованого науково-реставраційного інституту «Укрзахідпроектреставрація» на чолі з Олесем Яремою провів комплексні наукові дослідження кам'яниці, на основі яких 2000 року, на замовлення Управління капітального будівництва Львівського міськвиконкому, архітектором Уляною Піхурко був розроблений робочий проєкт та виготовлено робочу документацію для виконання реставраційних робіт.
У жовтні 2007 року на аукціоні право на 49 річну оренду земельних ділянок на вул. Івана Федорова, 28 та 23 придбала компанія «Українські інвестиційні системи» з метою будівництва готелю. З будинку за рахунок міського бюджету відселили мешканців, але до 2010 року жодних робіт не проводилося і будинок під № 28 помалу перетворили на руїну. Влітку 2010 року розпочався демонтаж пам'ятки, через майбутнє будівництво на її місці готельного комплексу.
№ 30 — чотириповерховий житловий будинок на розі з вулицею Староєврейською, збудований 1767 року для Ізраеля Пінкасовича на місці згарища, що залишилось від попереднього будинку.